# باول نيلسون (صحفي)
باول نيلسون (بالإنجليزية: Paul Nelson)‏ هو صحفي أمريكي، ولد في 21 يناير 1936 في وورين في الولايات المتحدة، وتوفي في 5 يوليو 2006 في نيويورك في الولايات المتحدة.